# بحرین
بحرین با نام رسمی پادشاهی بحرین (به عربی: مَمْلَكَةُ الْبَحْرَيْن)، یک کشور جزیره‌ای در جنوب خلیج فارس است که ۷۷۸ کیلومتر مربع وسعت دارد  پایتخت آن منامه و زبان رسمی آن عربی است. بحرین به چهار استان تقسیم شده و تا ۳ ژوئیهٔ ۲۰۰۲ دارای ۱۴ شهر بوده است.
این کشور از ۳۳ جزیره شکل یافته که بیشتر آن‌ها از بیابان تشکیل می‌شوند و بلندترین نقطهٔ آن تنها ۱۲۴ متر ارتفاع دارد. بحرین آب‌وهوایی بیابانی با زمستان‌هایی معتدل و تابستان‌هایی بسیار گرم و رطوبتی دارد. نفت و گاز طبیعی و ماهی و مروارید از منابع طبیعی این کشور است اما کاهش ذخیره نفتی باعث شده تا بحرین در سال‌های اخیر به سمت فرآوری و تصفیه نفت حرکت کرده و به یکی از مراکز بانکی بین‌المللی تبدیل شود. شیخ حمد بن عیسی آل خلیفه از سال ۱۹۹۹ قدرت را در این کشور در اختیار دارد و در سال ۲۰۰۲ کشور را به یک پادشاهی مشروطه تبدیل کرده و عنوان خود را از امیر به پادشاه تغییر داد. بر اساس برآورد سال ۲۰۱۹ جمعیت بحرین ۱٫۴۵۰٫۰۰۰ نفر بوده که بیش از ۷۰۰٫۰۰۰ هزار از آنها شهروندان خارجی هستند.
اسلام دین اغلب ساکنان بحرین است و ۷۰/۳٪ مردم این کشور خود را پیرو این دین می‌دانند. پس از آن مسیحیان با ۱۴/۵٪، هندوها با ۹/۸٪ و بوداییان با ۲/۲٪ بزرگ‌ترین گروه‌های دینی این کشور هستند.

## نام بحرین
بحرین شکل دوگانه عربی بحر (دریا) است، بنابراین بحرین در اصل به معنای دو دریا است. با این وجود، این اسم به‌عنوان یک اسم خاص مؤنث به‌صورت واژه درآمده است و از قواعد دستوری برای نام دوگانه پیروی نمی‌کند. بحرین تا اواخر قرون وسطی به منطقه‌ای از عربستان شرقی موسوم به سرزمین بحرین گفته می‌شد که شامل جنوب عراق، کویت، احساء، قطیف و بحرین می‌شد. این منطقه از بصره در عراق تا تنگهٔ هرمز در عمان امتداد داشت.

## تاریخ
در گذشته به منطقهٔ ساحلی جنوب خلیج فارس حد فاصل بصره تا دبی امروزی بحرین گفته می‌شد «که شامل منطقهٔ احسا، در عربستان، هم بود».

### باستان

مازون یکی از استان‌های شاهنشاهی ساسانی

کشور بحرین پیش از دوران ساسانیان و دوران این پادشاهی و حتی پس از آن تا سال ۱۵۲۲ در قلمرو ایران بود. مازون یکی از ساتراپی‌های پادشاهی ساسانی بود که شامل بحرین، قطر و امارات امروزی می‌شود.

### اوایل دوره مدرن
در اکتبر ۱۵۰۷ میلادی (مهرماه ۸۸۶ شمسی)، آفونسو دو آلبوکرک پرتغالی پس از فتح جزیره هرمز با فرستادگان شاه اسماعیل در جزیره هرمز ملاقات کرد. شاه از این‌که پرتغالی‌ها جزیره‌ی او را اشغال کرده‌اند ناراحت نبود بلکه بیشتر نگران از دست دادن خراج هرمز بود. او، پرتغالی‌ها را متحد اروپایی خود در نبرد با عثمانی‌ها و مملوک‌ها می‌دانست. پرتغالیها به همین ترتیب در همان سال ۱۵۰۷ میلادی قشم، مسقط (کشور عمان تا آن زمان جزو ایران بود) و در ۱۵۱۴ میلادی بندر عباس و سپس در ۱۵۲۱ میلادی بحرین را بدون هیچ مقاومتی از طرف اسماعیل اشغال کردند.
این مناطق بیش از یک قرن در اشغال پرتغال باقی ماندند تا سر انجام شاه عباس اول (که هنوز نیروی دریایی نداشت) به کمک کمپانی هند شرقی انگلستان (دولت استعماری بعدی) توسط نیروی دریایی انگلیس بحرین را در ۱۶۰۲ میلادی بندر عباس را در ۱۶۱۴ میلادی و قشم و هرمز را در ۱۶۲۲ میلادی پس گرفت که البته زیر بار اعطای نصف درآمد گمرکات به انگلیس رفت. حاکمیت ایران بر بحرین «به جز دوره‌های کوتاهی از حملهٔ عمانی‌ها» تا سال ۱۷۸۳ میلادی ادامه پیدا کرد.

### قرن نوزدهم و بعدتر
در اوایل قرن نوزدهم، بحرین مورد هجوم عمانی‌ها و نیز آل سعود قرار گرفت. در سال ۱۸۰۲، سید سلطان فرمانروای عمانی پسر ۱۲ ساله اش سلیم را به عنوان حاکم در قلعه عراد برگمارد. در سال ۱۸۱۶, ویلیام بروس مقیم سیاسی بریتانیا در خلیج فارس، نامه‌ای از شیخ بحرین دریافت کرد که در رابطه با شایعه‌ای در خصوص حمایت بریتانیا از حمله امام مسقط به این جزیره بود. او به بحرین رفت تا به شیخ اطمینان دهد که چنین نخواهد بود و به توافقی غیررسمی با شیخ رسید تا بریتانیا طرفی بیطرف باقی بماند.
در سال ۱۸۲۰ پس از امضای یک توافق رابطه، قبیله آل خلیفه از سوی بریتانیا به عنوان حاکم بحرین به رسمیت شناخته شدند. به هر روی، ده سال بعد آنان با وجود خواستار بودن حمایت ایران و بریتانیا مجبور شدند به مصر خراج سالیانه بپردازند.

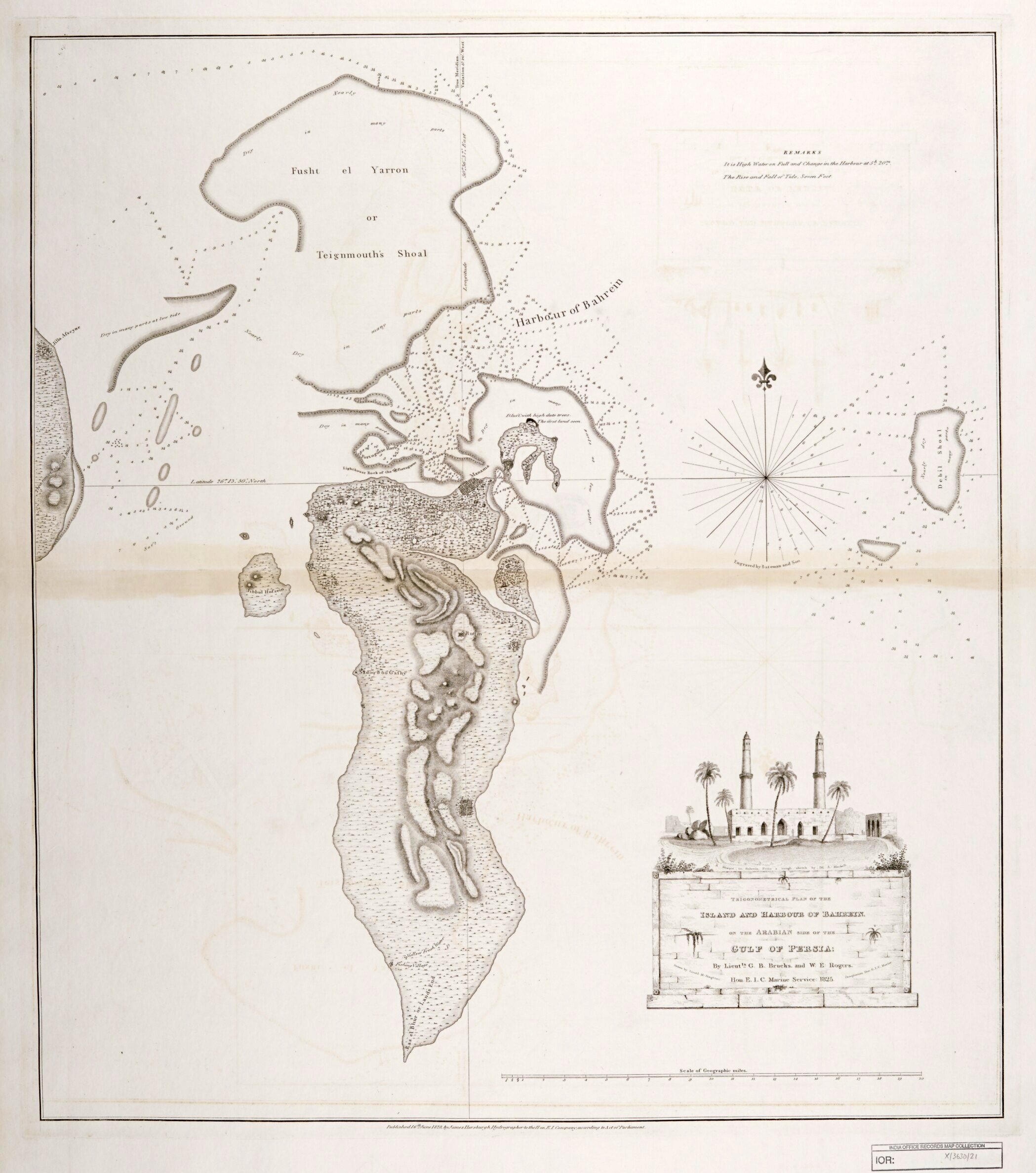
نقشه بحرین در ۱۸۲۵.

در سال ۱۸۶۰، آل خلیفه از همان تاکتیکی استفاده کرد که بریتانیایی‌ها برای غالب شدن بر بحرین استفاده کرده بودند. آل خلیفه در نامه‌هایی به ایرانیان و امپراتوری عثمانی پذیرفتند در مارس آن سال به خاطر شرایط بهتر بحرین را در تحت الحمایگی عثمانی قرار دهند. نهایتاً راج بریتانیا وقتی ایرانیان از حمایت از بحرین خودداری کردند بریتانیا بر بحرین چیره شد. سرگرد پلی با آل خلیفه پیمان جدیدی امضا کرد که بحرین را تحت حاکمیت و حمایت بریتانیا قرار داد.

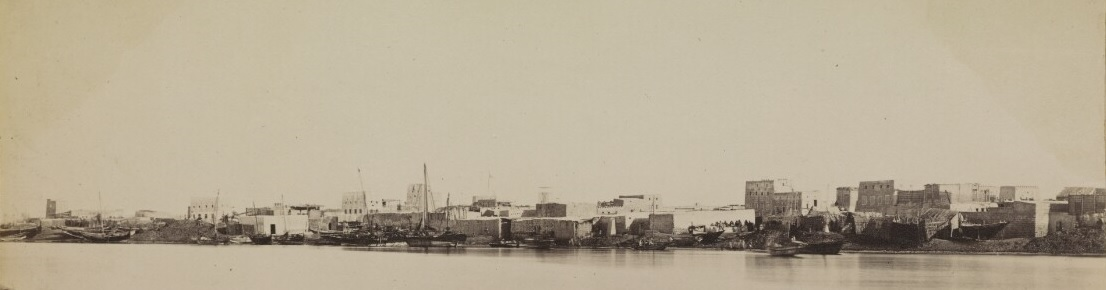
لنگرگاه منامه در حدود ۱۸۷۰

در پی جنگ قطر-بحرین در سال ۱۸۶۸ نمایندگان بریتانیا با آل خلیفه توافق دیگری امضا کردند. این پیمان بیان می‌کرد که حاکم حق بخشش اراضی خود به جز به بریتانیا را ندارد و نمی‌تواند با هیچ حکومت خارجی بدون مجوز بریتانیا وارد رابطه شود. در عوض بریتانیا قول داد از بحرین در برابر هر نوع تجاوز دریایی محافظت کند و در صورت حمله زمینی پشتیبانی ارائه کند. مهم‌تر از آن بریتانیا قول داد از حکومت آل خلیفه در بحرین پشتیبانی کند، و وضعیت بی‌ثبات حاکمان این کشور را امن کند. دیگر توافقات در سال‌های ۱۸۸۰ و ۱۸۹۲ جایگاه تحت الحمایگی بحرین برای بریتانیا را تحکیم بخشید.

### استقلال

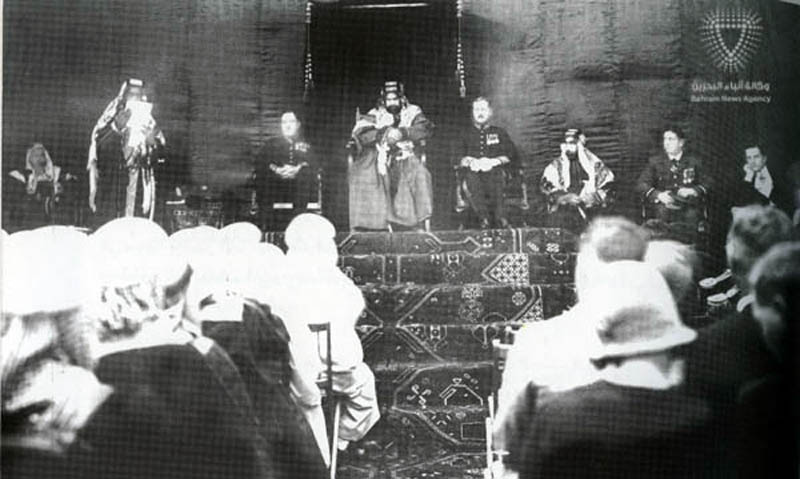
این عکس تاجگذاری حمد بن عیسی آل خلیفه را به عنوان حاکم بحرین در سال ۱۹۳۳ نشان می‌دهد.

بحرین از سال ۱۷۸۳ میلادی، به دست آل خلیفه «که از اعراب شبه‌جزیرهٔ عربستان بودند» افتاد که از قرن نوزدهم تا سال ۱۹۷۱ میلادی، تحت‌الحمایهٔ انگلیس بودند. با این حال، در دوران قاجار و پهلوی، انگلیس هنوز مالک بحرین بود. به گفته میرزا علی کازرونی، نماینده بوشهر در دوره چهارم مجلس شورای ملی در حدود سال ۱۲۹۶ هجری قمری «۱۲۵۸ خورشیدی» دولت عثمانی ادعای حاکمیت بر بحرین می‌کند و برای حل این مناقشه، مجمعی برای حکمیت در برلن با حضور نمایندگانی از دولتهای فرانسه و انگلیس تشکیل می‌شود و این مجمع رأی می‌دهد که جزیره بحرین متعلق به ایران است اما دولت انگلیس اظهار می‌کند که تا وقتی دولت ایران حتی چهار ناو جنگی در خلیج فارس ندارد، حفاظت از بحرین را عهده‌دار می‌شود. در ۲۵ فروردین ۱۳۰۲ «چهاردهم آوریل ۱۹۲۳» جمعی از نمایندگان مجلس شورای ملی طرحی پیشنهاد دادند که مردم جزیره بحرین یک نماینده برای مجلس انتخاب کنند و به تهران بفرستند. مبتکران این طرح شیخ علی صدرالاسلام نماینده زنجان، ابوالقاسم فیوضات و حاج محسن معتمدالتجار نمایندگان تبریز و سید یعقوب انوار نماینده شیراز بودند. در سال ۱۹۲۷ میلادی، ایران در شکوائیه‌ای رسمی به بریتانیا نسبت به قرارداد این کشور با سلطان نجد و حجاز «که پس از مدتی به عربستان سعودی تبدیل شد» اعتراض کرد. چون در بخشی از این پیمان، از «... تعهد به حفظ روابط دوستانه و صلح‌آمیز با سرزمین‌های کویت و بحرین...» یاد شده بود. اما انگلیسی‌ها امیر بحرین را حاکمی مستقل و جزیره و اهالی آن را تحت‌الحمایه دولت بریتانیا دانستند و مدعی شدند که ادعای حاکمیت ایران بر بحرین بر هیچ مبنای معتبری استوار نیست. ادعاهای ایران بر بحرین در سال‌های بعد نیز ادامه یافت.
در حالی که موضع انگلستان در حمایت از استقلال بحرین با استقبال کشورهای عربی مواجه شده بود، دولت شوروی اعلان حاکمیت ایران بر بحرین را مورد تأیید رسمی قرار داد. در سال ۱۹۶۸ با تصمیم انگلیسی‌ها به خروج نیروهای خود از منطقه شرق سوئز و خلیج فارس بحث بر سر وضعیت بحرین دوباره به اوج رسید. پیشنهاد انگلیسی‌ها تشکیل فدراسیونی از قطر و بحرین و هفت امیرنشین حاشیه خلیج فارس بود که با مخالفت شدید ایران روبرو شد. در ۴ ژانویه ۱۹۶۹ شاه ایران در نشستی خبری در دهلی نو موضع معتدل‌تری اتخاذ کرده و از حق اهالی بومی برای تعیین سرنوشت خود از طریق یک همه‌پرسی سخن گفت؛ «... چنانچه مردم بحرین علاقه‌مند به الحاق به کشور من نباشند، ایران ادعای ارضی خود را نسبت به این جزیره پس خواهد گرفت…»، اما شیخ عیسی حاکم بحرین که می‌ترسید چنین رفراندومی باعث ایجاد دشمنی و تنش بین ایرانی‌ها و اعراب منطقه شود پیشنهاد شاه ایران را رد کرد و این باعث شد که شاه فکر کند شیخ عیسی حاکم بحرین قصد سوءاستفاده از کشور ایران را دارد بنابراین شاه پیام تهدید آمیزی را به حاکم بحرین فرستاد با این مضمون که ایران نه تنها استقلال بحرین را به رسمیت نمی‌شناسد بلکه در صورت عضویت آن در سازمان ملل از این سازمان خارج خواهد شد.
پس از چندین ماه مذاکرات محرمانه ایران در ۹ مارس ۱۹۷۰ «اسفند ۱۳۴۹» با درخواست از دبیرکل سازمان ملل برای اعمال مساعی جمیله به منظور تشخیص خواست واقعی مردم بحرین پیشقدم شد. ایران اعلام کرده بود نظر نمایندگان سازمان ملل را در صورتی که با تأیید شورای امنیت سازمان ملل همراه باشد خواهد پذیرفت. بریتانیا نیز از پیشنهاد استقبال کرده و اوتانت دبیرکل سازمان ملل هیئتی را به ریاست ویتوریا گیچاردی را مأمور انجام این کار کرد. هیئت سازمان ملل ادعا کرد که پس از گفتگو با طیف گسترده‌ای از مقامات مذهبی و مدنی و مردم عادی اعلام کرد که تقریباً تمام مردم بحرین خواهان یک حکومت کاملاً مستقل هستند و اکثریت بزرگی از آن‌ها آن را یک کشور عربی می‌دانند. این تصمیم در شورای امنیت تأیید شده و بحرین استقلال خود را در ۱۴ اوت ۱۹۷۱ اعلام کرد و ایران نیز اولین کشوری بود که آن را به رسمیت شناخت.
در بحرین، برای نظرخواهی از مردم برای استقلال به جای همه‌پرسی تنها به یک نظرسنجی بسنده شد.
حسنین هیکل «محمد هیکل» می‌گوید:
دانشگاه ملک فیصل پادشاه عربستان در آن زمان رهبری مذاکرات کشورهای عربی با ایران را در این باره برعهده گرفته بود، در آن زمان کشورهای عربی خواستار شدند، بحرین که در آن زمان ۷۰ درصد جمعیتش را شیعیان تشکیل می‌دادند، به یک کشور عربی تبدیل شود و در مقابل این سه جزیره را که اکنون امارات متحده عربی مدعی مالکیت آن است به ایران واگذار شود.
این نویسنده سرشناس عربی افزود: حاکمان عرب در آن تاریخ به دنبال مقابله با توازن شیعی و عربی بودند و هرگز به فکر مالکیت جزایر سه‌گانه تنب کوچک و تنب بزرگ و ابوموسی نبودند.
این ادعاء هیکل (بحرین در مقابل جزایر سه‌گانه) با واکنش منفی وزیر وقت خارجه بحرین مواجه شده.

## جغرافیا

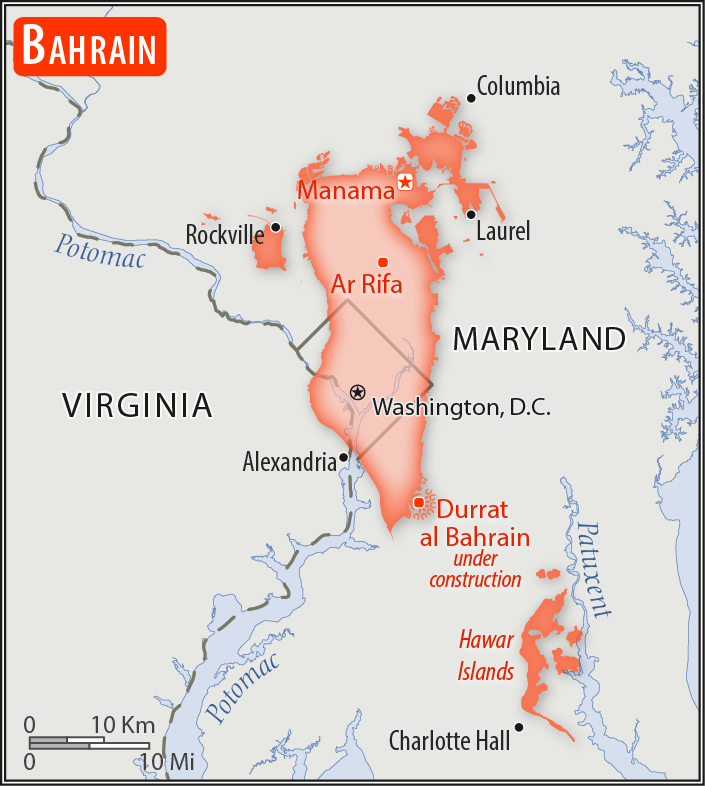
مقایسه اندازه مساحت بحرین با واشینگتن، دی.سی.

بحرین ۷۰۶ کیلومتر مربع مساحت دارد. از هفتصد کیلومتر مربع مساحت این کشور نزدیک به چهارصد کیلومترمربع آن بیابانی است.
بحرین به «جزیره یک میلیون نخل» نیز شهرت داشته است. بحرین شامل سه شهر یا به عبارت بهتر سه جزیره اصلی منامه و محرق و ستره است و منامه بزرگ‌ترین این جزایر پایتخت آن به‌شمار می‌آید. در بحرین روستاهایی هم هست که در فاصله‌های نزدیک به یکدیگر قرار دارند.
به دلیل وسعت کم بحرین مسولان این کشور کوچک اقدام به پر کردن دریا و افزایش وسعت سرزمین خود کرده‌اند و با ساخت‌وسازهای هدفمند پیشرفت قابل توجهی داشته‌اند.

### استان‌ها
کشور بحرین ۵ استان دارد که عبارت‌اند از: عاصمه «استان پایتخت»، جنوبیه، شمالیه، وسطی و محرق.
جزایر حوار متعلق به بحرین که در نزدیکی قطر واقع شده‌اند بخشی از استان جنوبیه هستند.
| نقشه      | استان‌ها |
| --------- | ------- |
|           |         |
| ۱. عاصمه  |         |
| ۲. وسطی   |         |
| ۳. مُحَرّق   |         |
| ۴. شمالیه |         |
| ۵. جنوبیه |         |

### شهرها
- منامه
- محرق
- رفاع شرقی
- رفاع غربی
- مدینه حمد
- شهرک عیسی
- الحد
- جدحفص
- مدینة زاید
- الزلاق
- عراد
- عالی «بحرین»
- البدیع
- ستره

الدراز

## حاکمان آل خلیفه
آل خلیفه عبارتند از:
- محمد بن خلیفه آل خلیفه «۱۷۶۵–۱۷۷۶»
- خلیفه بن محمد آل خلیفه «۱۷۷۶–۱۷۸۳»
- احمد بن محمد آل خلیفه «۱۷۸۳–۱۷۹۴»
- سلمان بن احمد آل خلیفه «۱۷۹۴–۱۸۲۱»
- عبدالله بن احمد آل خلیفه «۱۸۲۰–۱۸۴۳»
- محمد بن خلیفه بن سلمان آل خلیفه «۱۸۴۲–۱۸۶۷»
- علی بن خلیفه آل خلیفه «۱۸۶۷–۱۸۶۹»
- محمد بن عبدالله آل خلیفه «۱۸۶۹»
- عیسی بن علی آل خلیفه «۱۸۶۹–۱۹۳۲»
- حمد بن عیسی بن علی آل خلیفه «۱۹۳۲–۱۹۴۲»
- سلمان بن حمد آل‌خلیفه «۱۹۴۲–۱۹۶۱»
- عیسی بن سلمان آل خلیفه «۱۹۶۱–۱۹۹۹»
- حمد بن عیسی آل‌خلیفه «۱۹۹۹–تا امروز»

## سیاست داخلی

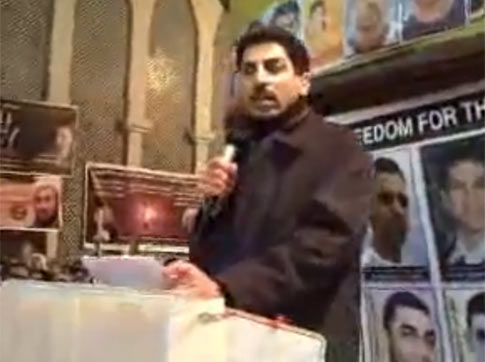
عبدالهادی الخواجه فعال سیاسی در منامه سال 2009

بحرین یک حکومت پادشاهی مشروطه است. پادشاه به‌طور موروثی از خاندان آل خلیفه انتخاب می‌شود که از سال ۱۸۲۰ میلادی، قدرت را در این جزیره به دست گرفت و اتحاد خود را با بریتانیا اعلام کردند. این کشور در سال ۱۹۷۱ میلادی، استقلال خود را از سرپرستی بریتانیا اعلام کرد؛ و قانون اساسی فعلی این کشور در سال ۲۰۰۲ تصویب شده است. نظام حقوقی این کشور ترکیبی از حقوق اسلامی «فقه» و کامن لا انگلیسی است.

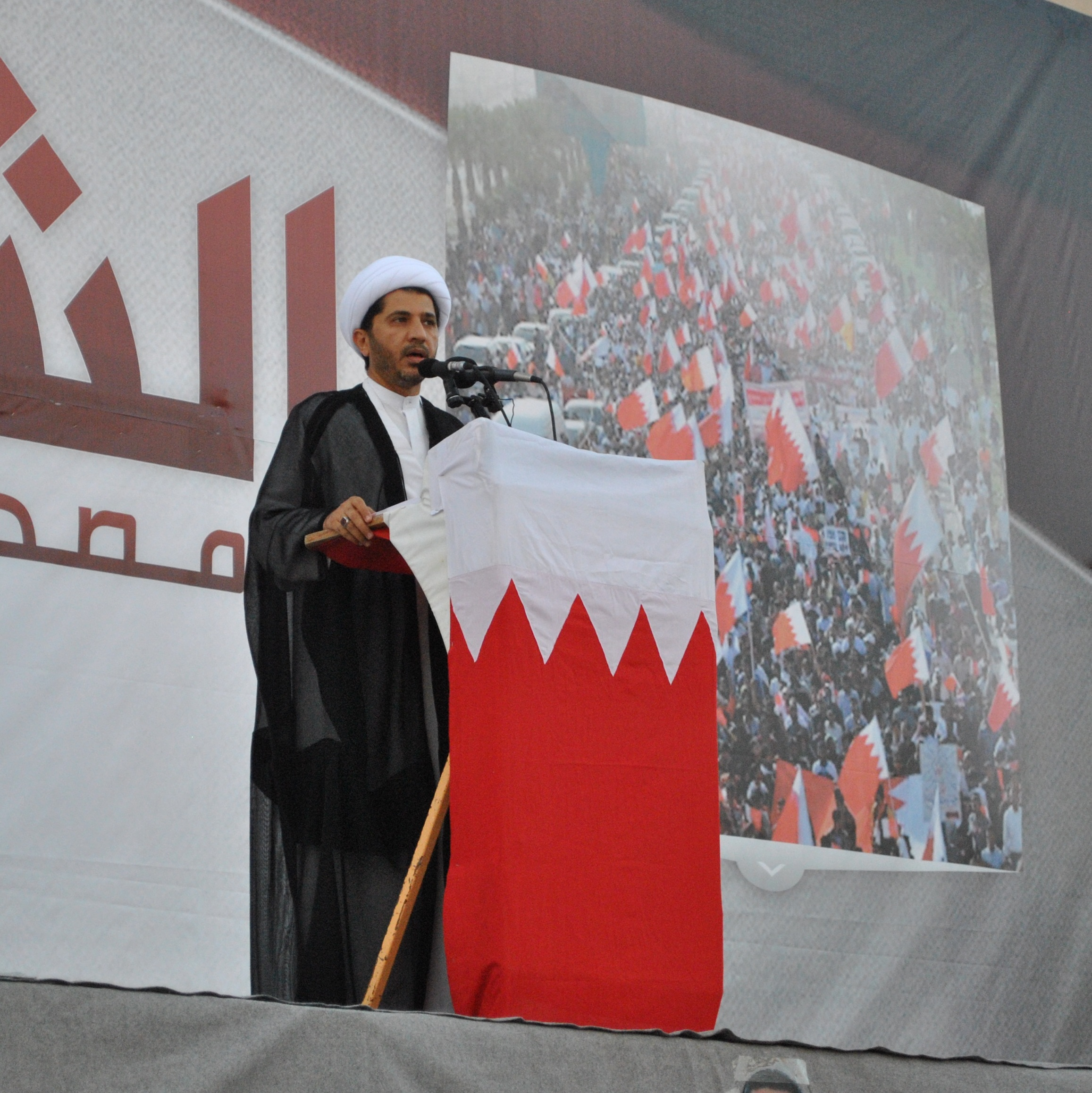
علی سلمان، رهبر جمعیت وفاق ملی اسلامی

شاه یا امیر کنونی کشور حمد بن عیسی آل خلیفه است که از سال ۱۹۹۹ میلادی قدرت را در دست دارد. ولیعهد و نخست‌وزیر کشور سلمان بن حمد پسر وی است که در ۱۹۶۹ میلادی به دنیا آمده است. قوهٔ مقننه دو مجلسی این کشور «المجلس الوطنی» از مجلس شورا «مجلس الشوری» و مجلس نمایندگان «مجلس النواب» تشکیل می‌شود. هر دو مجلس ۴۰ عضو دارند. تمامی اعضای مجلس علیا «مجلس شورا» توسط شاه و تمامی اعضای مجلس سفلی «مجلس نمایندگان» با رأی مستقیم مردم انتخاب می‌شوند.
در بحرین حدود ۱۵ حزب سیاسی شامل احزاب مذهبی، لیبرال، چپ و بعثی وجود دارد.
برجسته‌ترین حزب سیاسی شیعه جمعیت وفاق ملی اسلامی است که دکتر سعید شهابی از بنیانگذاران آن است. احزاب دیگر شیعه شامل حزب عمل اسلامی و حزب الرساله می‌باشند.
پس از انقلاب یاسمین در تونس که موجب فرار زین العابدین بن علی و همچنین انقلاب مردم مصر و سقوط حسنی مبارک، بحرینی‌ها نیز به خیابان آمدند و به اعتراض عملکرد پادشاه این کشور پرداختند که نیروهای آل خلیفه و آل سعود به بازداشت و سرکوب مردم پرداختند.

## سیاست خارجی

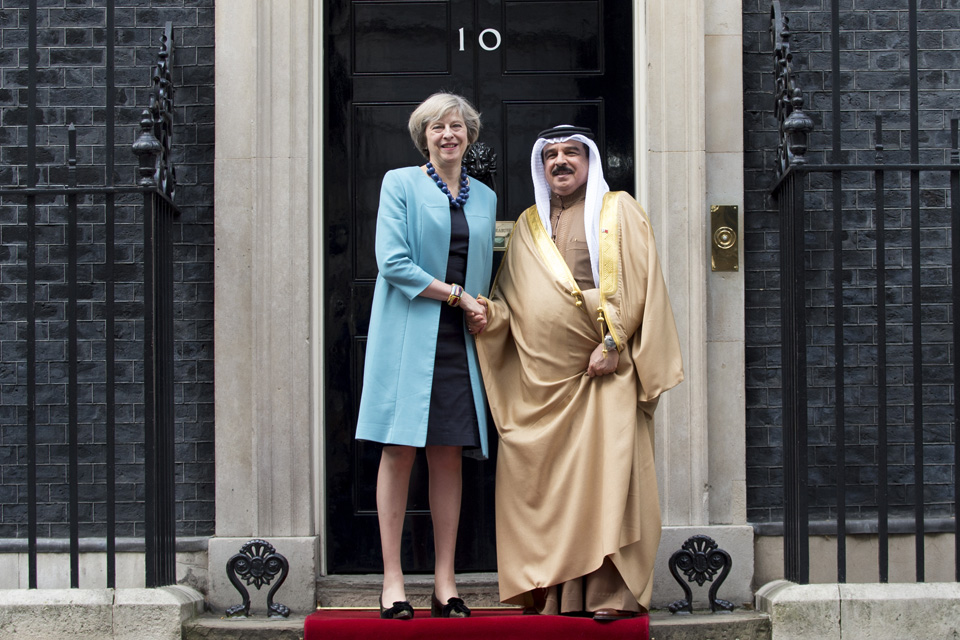
حمد بن عیسی آل خلیفه و ترزا می

این کشور یکی از اعضای اتحادیه عرب و شورای همکاری خلیج فارس است.
مرکز ناوگان پنجم نیروی دریایی ایالات متحده آمریکا در کشور بحرین قرار دارد.

## اقتصاد
بحرین کشوری با درآمد بالاست. بخشی از انرژی آن توسط عربستان تأمین می‌شود. این دو کشور با یک پل ۲۵ کیلومتری که به نام گذرگاه ملک فهد معروف است و در سال ۱۹۸۶ افتتاح شد، به یکدیگر متصل می‌شوند.
امروزه، اقتصاد کشور بحرین وابسته به بانکداری، هواپیمایی موفق و خدمات فرودگاهی، بندرهای مجهز صنعتی، صنایع ساخت و تعمیر کشتی و ناوها می‌باشد.
بحرین اولین کشور حوزه خلیج فارس است که نفت در آن اکتشاف شده ولی منابع نفت و گاز آن بسیار محدود است، اقتصاد سنتی بحرین وابسته به مروارید بوده اما در حال حاضر بیشتر درآمد ساکنان بحرین از بانکداری و گردشگری تأمین می‌گردد. به هر روی نفت و فراورده‌های نفتی ۶۰٪ صادرات و درآمد دولت این کشور و همچنین ۳۰٪ تولید ناخالص داخلی بحرین را تشکیل می‌دهد. تنها صنعت سنگین داخلی این کشور تولید آلومینیوم است که در مقیاس فراوان تولید و عرضه می‌شود. بحرین رتبهٔ نخست تولید این محصول در خاورمیانه و رتبهٔ پنجم در سطح جهانی را داراست.
واحد پول بحرین دینار است که هر یک دینار بحرین برابر با ۲٫۶۵ دلار آمریکا و هر دلار معادل ۰٫۳۷۶ دینار می‌باشد. (آوریل ۲۰۲۲).
بر پایه‌گزارش انجمن اقتصادی اجتماعی ملل غرب آسیا بحرین سریعترین رشد اقتصادی را در ژانویه ۲۰۰۶ در میان کشورهای عرب داشته است. همچنین بحرین آزادترین اقتصاد را در خاورمیانه و بیست و پنجمین در جهان را در سال ۲۰۰۶ بر پایه‌گزارش وال استریت ژورنال و پایه شاخص‌های اقتصاد آزاد داشته است.

## زبان‌ها
عربی زبان رسمی بحرین است گرچه زبان انگلیسی به‌طور گسترده‌ای در این کشور استفاده می‌شود. عربی بَحرانی رایج‌ترین گویش زبان عربی‌است که توسط مردم به کار گرفته می‌شود. در میان جمعیت بحرینی و غیر بحرینی، بسیاری از مردم به فارسی، زبان رسمی ایران یا به اردو، زبان رسمی پاکستان و یکی از زبان‌های منطقه‌ای هند، صحبت می‌کنند. نپالی، زبان مالایالم، مالایالم و هندی در میان جوامع مهاجر رواج دارد.

## مردم

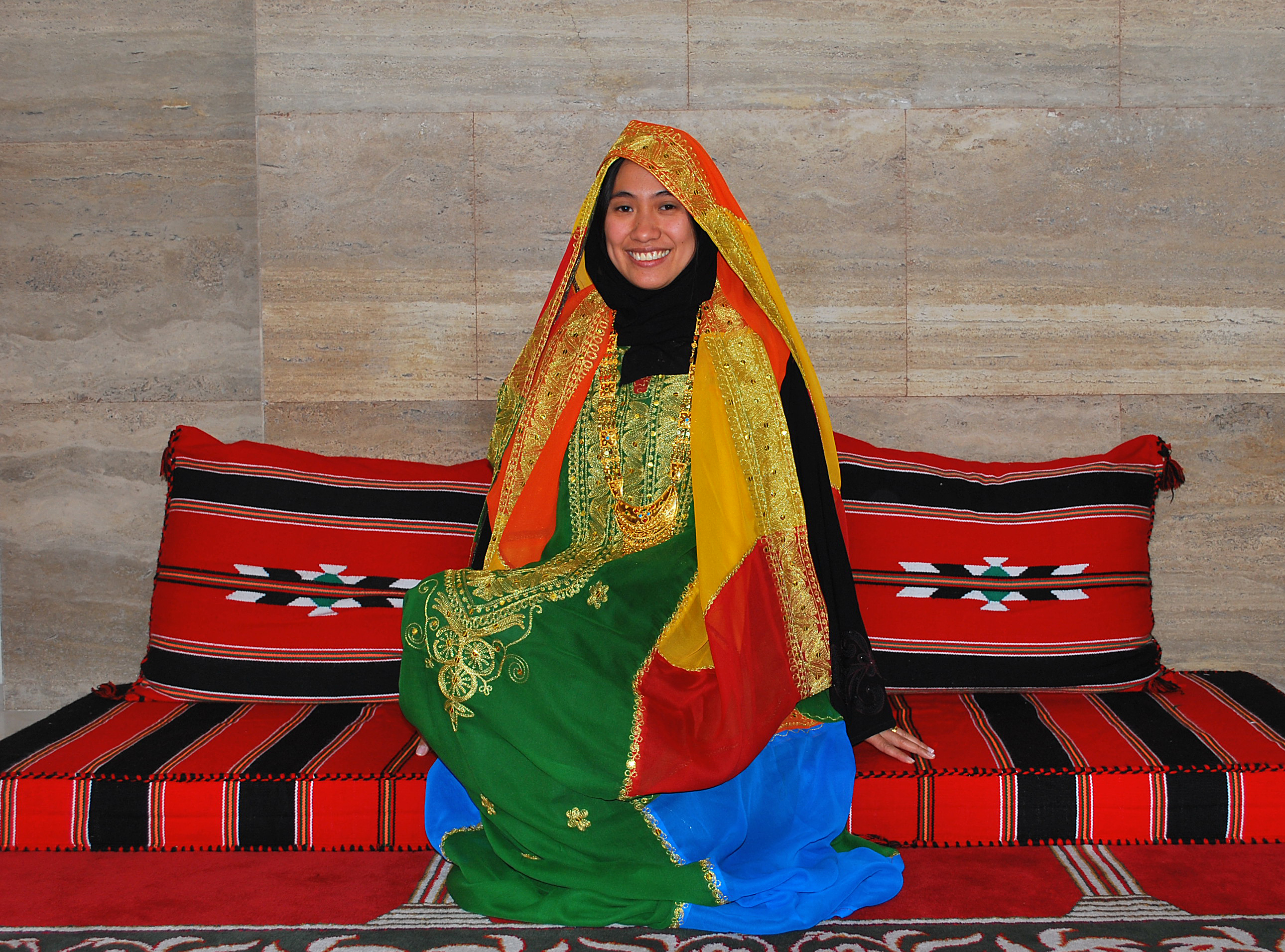
زنی در لباس عروسی از بحارنهٔ بحرین

در سال ۲۰۰۱ اتباع این کشور ۶۲٫۴٪ جمعیت این کشور را تشکیل می‌دادند. در سرشماری سال ۲۰۰۱ جمعیت کل این کشور ۶۹۸٬۵۸۵ نفر بود که ۲۳۵٬۱۰۸ نفر معادل ۳۷٫۶٪ خارجی بودهٔاند. جمعیت خارجی کشور در سال‌های اخیر رشد سریعی داشته و بر اساس برآورد دولتی در سال ۲۰۰۷ به ۵۱۱٬۸۶۴ معادل ۴۹٬۲۵٪ کل جمعیت در این سال رسیده است.

## مذهب
مسلمانان تقریباً ۷۰٪ جمعیت بحرین را تشکیل می‌دهند. شیعیان تقریباً بین ۴۹ تا ۵۵ درصد مردم بحرین راتشکیل می‌دهند و طبق آخرین اعلام‌ها این میزان به ۴۹ درصد کاهش پیداکرده است.

## قومیت

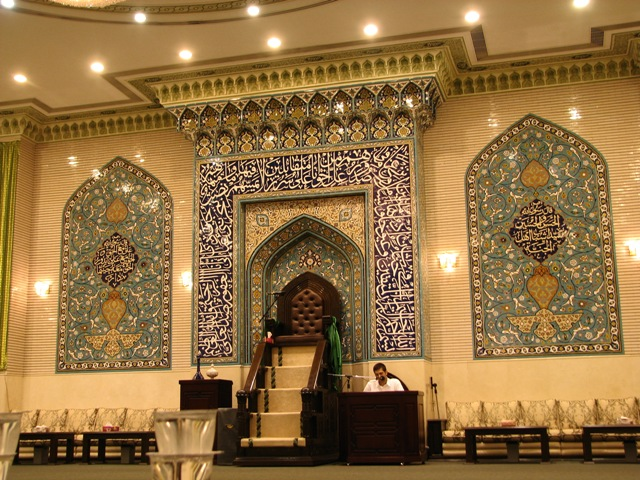
مسجد ایرانیان بحرین

گروه‌های قومی بزرگ بحرین. به شرح زیر هستند:
- بَحرانی‌ها یا بحارنه عرب‌های بومی بحرین که شیعه هستند و بزرگ‌ترین گروه قومی این کشور را تشکیل می‌دهند. جمعیت آن‌ها در سال ۱۹۹۵ در آمار اتنولوگ حدود ۳۰۰ هزار نفر برآورد شده است.[۳۱]
- ایرانیان بحرین یا عجمها هم که اکثر آنان مهاجرانی هستند که بیش از چندین قرن است که از جنوب ایران از فارس و بوشهر به بحرین مهاجرت کرده‌اند و در این جزیره زندگی می‌کنند و به رغم سکونت طولانی در این جزیره، همچنان به فارسی صحبت می‌کنند.
- هوله‌ها بیشتر ایشان ایرانی سنی هستند.
- بنیان «بونیان یا هنود» هندی‌هایی که از روزگاران دور به این جزیره آمده و بیشتر پیرو آئین هندو هستند.
- عرب‌های آفریقایی که عمدتاً از شرق آفریقا آمده و بیشتر سنی هستند.
- نجدی‌ها عربهای سنی شهرنشین که از نجد در مرکز عربستان به آن‌جا آورده شده‌اند.
- بادیه‌نشینان عرب از جمله قبایلی چون عتوب و نعیم که مسلمان سنی هستند
- اسلام دین رسمی بحرین است. بر اساس سرشماری سال ۲۰۰۱ حدود ۸۱٫۲٪ کل جمعیت بحرین مسلمان، ۹٪ مسیحی «اتباع، مهاجران» و ۹٫۸٪ پیرو دیگر ادیان «بیشتر هندو» هستند.[۳۲] یک گروه کوچک بومی یهودی هم در این کشور زندگی می‌کنند.[۳۳]

آمارهای جمعیتی بر اساس سیا ورلد فکت‌بوک:
- ساختار سنی «برآورد ۲۰۰۶»:
  - ۰ تا ۱۴ سال: ۲۷٫۴٪
  - ۱۴ تا ۶۵ سال: ۶۹٫۱٪
  - ۶۵ سال به بالا:۳٫۵ ٪
- رشد جمعیت «برآورد ۲۰۰۶»: ۱٫۴۵٪
- نرخ زادوولد «برآورد ۲۰۰۶»: ۱۷٫۸ در ۱۰۰۰
- نرخ مرگ‌ومیر «برآورد ۲۰۰۶»: ۴٫۴ در ۱۰۰۰
- نسبت جنسیتی «برآورد ۲۰۰۶»: ۱٫۰۳ مرد به ۱ زن
- امید به زندگی «برآورد ۲۰۰۶»:
  - مرد:۷۱٫۹۷
  - زن:۷۷ سال
  - کل: ۷۴٫۴۵
- شیوع ایدز و اچ‌آی‌وی در بزرگ‌سالان «برآورد ۲۰۰۱»: ۰٫۲٪
- باسوادی در بالای ۱۵ سال «برآورد ۲۰۰۳»:
  - مرد: ۹۱٫۹٪
  - زن: ۸۵٪
  - کل: ۸۹٫۱٪
- زبان‌های رایج: عربی، فارسی

مؤسسه بین‌المللی پژوهشی CIRI آمریکا کشور بحرین پس از ایتالیا دولت‌ها محدودیت‌های معتدلی بر آزادی عبادت شهروندان خود اعمال می‌کنند.
|                                   |        |  |       |       |
| مسلمان                            | مسلمان |  | ۷۰٫۳٪ | ۷۰٫۳٪ |
| مسیحی                             | مسیحی  |  | ۱۴٫۳٪ | ۱۴٫۳٪ |
| هندو                              | هندو   |  | ۹٫۸٪  | ۹٫۸٪  |
| بودایی                            | بودایی |  | ۲٫۵٪  | ۲٫۵٪  |
| یهودیت                            | یهودیت |  | ۰٫۰٪  | ۰٫۰٪  |
| نمودار دین مردم بحرین در سال ۲۰۱۰ |        |  |       |       |

## احزاب و حرکات سیاسی
- جمعیت وفاق ملی اسلامی «شیعه»
- حرکة حق حرکتی است که از جمعیت وفاق ملی اسلامی انشقاق یافته است «معارضة»
- جمعیهٔ عمل وطنی دیمکراسی «وعد، یسار ی، لیبرالی»
- جمعیهٔ أصالة إسلامی «سلفی»
- جمعیهٔ منبر إٍسلامی «إخوان مسلمین»
- العدالة الوطنیة «سنی»
- جمعیهٔ منبر دیمکراسی تقدمی

## راه‌ها و ارتباطات
گذرگاه ملک فهد و فرودگاه بین‌المللی بحرین که در محرق قرار دارد. نام هواپیمایی بحرین [طیران الخلیج] «GULF AIR» «هواپیمایی خلیج» است.

## شاعران بحرینی
- طرفه بن عبد
- إبراهیم العریض
- علی الجلاوی
- آیات القرمزی

## اماکن تاریخی بحرین
- کلات بحرین «قلعة البحرین»
- کلات رفاع «قلعة الرفاع»
- کلات عراد «قلعة العراد»
- موزه ملی بحرین «متحف البحرین الوطنی»
- مسجدخمیس
- مسجد سیادی
- جزیره حوار
- خانه سیادی «بیت سیادی»
- باب‌البحرین
- بر صخیر
- خانه جسره «بیت الجسرة»
- خانه شیخ عیسی بن علی «بیت الشیخ بن عیسی بن علی»

## جاذبه‌های گردشگری
سواحل بحرین بسیار دیدنی است و بسیاری از ورزش‌های آبی در گرمای همیشگی آب خلیج فارس انجام می‌گیرد که قایقرانی و شیرجه در این آب‌ها بسیار متداول است.
بیابان‌های گرم بحرین و صدها درخت خرمای این کشور نیز مشهور است.